# Колыбель для кошки
«Колыбель для кошки» (англ. Cat's Cradle) — роман Курта Воннегута (написан в 1963 году). Стал одним из самых популярных романов автора, вместе с «Бойней номер пять» принёс Воннегуту международную известность.
Книга переведена на русский Ритой Райт-Ковалёвой в 1970 году.
Ответственность учёных за свои изобретения — центральные темы всего творчества Воннегута — хорошо разработаны в этой книге.
Сюжет романа строится вокруг опаснейшего изобретения доктора Феликса Хониккера — вещества под названием «лёд-девять». Это кристаллическая модификация воды с температурой плавления 45,8 °C. Крошечный кристалл льда-девять, попав в любой водоём, так или иначе сообщающийся с мировыми водами, может привести к их стремительному превращению в лёд-девять и, таким образом, гибели жизни на Земле.

## Название
Выражение «колыбель для кошки» (англ. Cat's Cradle) означает игру в плетение с помощью нитки или бечёвки, надетой на пальцы, которая складывается в различные узоры. В данном контексте это англ. Cat's Cradle называется Лестница Иакова (англ. Jacob's ladder), она же представляет собой простейшие силки. И именно её, задумавшись, сплёл Феликс Хониккер. В пользу этой версии говорит первая обложка прижизненного американского издания книги, на которой точно видна фаза плетения Лестницы Иакова.

## Сюжет
Рассказчик — писатель, задумавший книгу об атомной бомбе. До работы над созданием льда-девять (которая считается незаконченной) Феликс Хониккер принимал участие в создании атомного оружия. Рассказчик написал троим детям Хониккера, попросив их прислать свои воспоминания об отце. Первым откликнулся младший сын Хониккера Ньют, который называет Феликса «отцом атомной бомбы». Хониккеру было совершенно всё равно, какую угрозу для человечества могут представлять его исследования. Он занимался только тем, что ему интересно.
Старший сын Феликса Хониккера Фрэнк считался пропавшим без вести, но неожиданно он обнаруживается в крохотной стране Сан-Лоренцо на одном из бесплодных островов Карибского моря. Он занимает там пост министра и собирается жениться на первой красавице страны Моне Эймонс Монзано. Писатель вместе с Ньютом и Анджелой, братом и сестрой Фрэнка, отправляется в Сан-Лоренцо.
Люди в республике Сан-Лоренцо живут в чудовищной нищете. Остров никому не нужен, так как там почти ничего не растёт и нет никаких ресурсов — он успел побывать колонией нескольких держав, но колонисты без всяких конфликтов передавали его другим и в конце концов не возражали, когда островок объявил себя независимым государством. Несколько десятилетий назад после кораблекрушения на остров были выброшены искатель приключений Лайонел Бойд Джонсон (на местном диалекте его называют Боконон) и дезертир из морской пехоты Эрл Маккэйб. Они взяли в свои руки управление островом и попытались облегчить жизнь аборигенам. Поняв, что улучшить материальное положение жителей Сан-Лоренцо они не в состоянии, Маккэйб и Джонсон попытались хотя бы сделать жизнь островитян более интересной и осмысленной. Они основали новую религию — боконизм (по имени Боконона), объявили эту религию запретной и сочинили легенду о святом Бокононе, скрывающемся в джунглях от злого тирана Маккэйба. Они придумали угрозу мучительной казни на крюке за исповедование боконизма. Несмотря на распространение слухов об этом, на самом деле никого не казнили. Боконон питался подношениями верующих, его книги распространялись с помощью переписывания. Периодически Маккэйб организовывал облаву на Боконона, и каждый раз Боконон чудом избегал смерти. Жизнь на острове превратилась в произведение искусства. Каждый играл свою роль в спектакле, и, хотя жизнь была такой же тяжёлой, островитяне уже меньше думали об этом. Все до единого жители острова стали боконистами.
Со временем и Маккэйб, и Боконон слишком вжились в свои роли. Маккэйб познал муки тирана, Боконон — мучения святого. Оба они лишились рассудка, и людей стали по-настоящему казнить на крюке.
Капрал Маккэйб умер, Боконон продолжал скрываться в джунглях и дополнять свои писания. Следующий правитель острова «Папа» Монзано понял, что перестать преследовать боконизм — значит снова отобрать у людей смысл жизни. Для них не было ничего существенного, кроме религии и единственной красавицы острова, приёмной дочери Монзано Моны, объявленной символом любви и красоты. И тогда «Папа» был вынужден тоже объявить Боконона вне закона. К моменту появления рассказчика на острове «Папа» болен раком в последней стадии и готовится к смерти.
Становится понятно, почему Фрэнк Хониккер, прибыв на остров, легко получил высокий пост министра. У него был термос с кусочком льда-девять, которым он поделился с «Папой» Монзано. «Папа» понял, какая огромная сила оказалась в его распоряжении. Никто, кроме детей Феликса Хониккера, не знал, что тому всё-таки удалось синтезировать лёд-девять. Лёд-девять — это новая форма воды, один кристаллик которой вызывает каскадную реакцию кристаллизации воды в новую конфигурацию льда с температурой плавления 45,8 °C.
Феликс Хониккер умер у себя на даче в сочельник. Дети, вернувшись домой, нашли его труп уже холодным, хотя и не сразу это заметили. В разных кастрюльках на кухне был лёд-девять, в одну из кастрюль попала кухонная тряпка. Собака, которую дети привели с улицы, лизнула эту тряпку и мгновенно окоченела. Тогда дети поняли, что отец имел в виду, когда намекал им, что создал совершенно новое вещество из кислорода и водорода. Они растопили осколки льда-девять и в результате смогли предотвратить конец света. Последний кусок льда-девять Анджела, Фрэнк и Ньют разделили между собой и хранили в термосах.
«Папа» Монзано не стал использовать лёд-девять как оружие. Он страдал от ужасных болей и в конце концов совершил самоубийство, лизнув кусочек льда-девять. Только дети Хониккера понимали, что произошло, и очистили помещение так же, как после смерти отца. Но труп «Папы» они решили кремировать позже, устроив подобающую погребальную церемонию.
В тот же день в Сан-Лоренцо вспоминали жертв Второй мировой войны. От Сан-Лоренцо на войну были призваны сто человек, и все они погибли ещё до прибытия для обучения в США. Корабль, на котором они плыли, был потоплен немецкой подлодкой при выходе из гавани Сан-Лоренцо. По случаю дня памяти Ста Мучеников за Демократию все шесть военных самолётов Сан-Лоренцо поднялись в небо. Произошла авария, один из самолётов упал и взорвался. Замок раскололся пополам. Труп Монзано попал в море, и тут вся вода Мирового океана стала превращаться в лёд-девять. Наступил конец всего живого на Земле.
Писатель вместе с Моной спасается, найдя бомбоубежище, оборудованное «Папой» для себя. Над землёй бушуют ураганы. Через несколько дней рассказчик и Мона выходят из своего убежища. Они видят тысячи лежащих рядом окоченелых трупов островитян, всех с пальцем у рта и записку Боконона, в которой он сообщает, что посоветовал всем этим людям покончить с собой, когда они призвали своего лжесвятого к ответу. Мона также совершает самоубийство, лизнув лёд-девять.
Рассказчик находит несколько уцелевших людей. Все они американцы, недавно прибывшие на остров. Их маленькая колония может существовать ещё долго, так как из льда-девять легко получить воду, а растения и трупы животных «законсервированы» этим же льдом. Но у них не будет детей: единственная женщина в колонии уже давно вышла из детородного возраста.
Через полгода они встречают лжесвятого Боконона, который решил, что пришло время дописать последнюю фразу в своих книгах:

Будь я помоложе, я написал бы историю человеческой глупости, взобрался бы на гору Маккэйб и лёг на спину, подложив под голову эту рукопись. И я взял бы с земли сине-белую отраву, превращающую людей в статуи. И я стал бы статуей, и лежал бы на спине, жутко скаля зубы и показывая длинный нос — Сами знаете Кому!

## Оценки и признание
Книга номинировалась на премию «Хьюго» (англ. a Hugo Award for Best Novel) в 1964 году.
В 1971 году за этот роман кафедра антропологии Чикагского университета, на которой Воннегут не смог защитить магистерскую диссертацию в 1947 году, присудила писателю учёную степень магистра.
В 18 главе книги «Вербное воскресенье: автобиографический коллаж», «Сексуальная революция», Воннегут ставит оценки своим произведениям; «Колыбель для кошки» он оценил на 5+ из 5 возможных.

## Постановки
- В 2008 году в Нью-Йорке по роману был поставлен одноимённый мюзикл (режиссёр Эдвард Эйнхорн)[8].
- В 2010 году в Вашингтоне была осуществлена классическая театральная постановка романа (режиссёр Кэтлин Экерли)[9].